# Oposszumok
Az oposszumok (Didelphimorphia), más néven erszényespatkányok az emlősök (Mammalia) osztályának, azon belül az elevenszülő emlősök (Theria) alosztályának és az erszényesek (Marsupialia) alosztályágának oposszumalakúak rendjét, és az egyetlen abba tartozó családot, az oposszumfélék családját jelenti. Az oposszumok Dél-Amerika területén fejlődtek ki, Észak-Amerikába a nagy amerikai faunacsere idején jutottak el. A nyugati félteke legnagyobb erszényes rendje. Étrendjük változatos, biológiailag nem túlságosan specializálódtak, könnyen szaporodnak, ezért sikeresen alkalmazkodnak új területekhez. 
A késő kréta óta ismertek megkövült csontmaradványaik. Az oposszumok hasonlítanak legjobban az ősi erszényesekre, így igazi élő kövületeknek számítanak az emlősök között.

## Megjelenés
Legfeljebb a macska nagyságát érik el, de sokszor ennél kisebbek, egérnagyságúak. Törzsük meglehetősen zömök, fejük előrefelé határozottan hegyesedő. Farkuk a végén csupasz, kapaszkodó farokká alakult, esetleg rövid és többé-kevésbé szőrös. Hátsó lábaik hosszabbak az elülsőknél, kezük ötujjú; az egyik csoport ujjai úszóhártyákkal vannak összekötve; hátsó lábuk karom nélküli; hüvelykujjuk szembehelyezhető a többivel. Egyes fajok nőstényeinek nincs erszénye, másoknak ellenben van, s ez gyakrabban nyílik hátra, mint előre. Az erszény nélküli fajok, úgy látszik, nagyobb számú kölyköt hoznak a világra, mint az erszényesek.
Fogképletük {\displaystyle {\tfrac {5.1.3.4}{4.1.3.4}}}, s ez nem kevesebb mint 50 fognak felel meg. Szemfogaik eléggé fejlettek, mindkét állkapocsnak 4 zápfoga többé-kevésbé hegyes és meglehetősen kiélezett, a 3 előzápfog ellenben kihegyezett főéllel bír, a metszőfogak – felül 5 és alul 4 – majd tompák, majd – a felső állkapocs középső metszőfogai határozottan – nagyobbak.

## Rendszerezés
- Oposszumformák (Didelphinae) alcsaládja – Gray, 1821
  - Chironectes – Illiger, 1811 – 1 faj, vízioposszum
  - Didelphis – Linnaeus, 1758 – 6 faj, fiahordó oposszumok
  - Gracilinanus – Gardner & Creighton, 1989 – 6 faj, apróoposszumok
  - Hyladelphys – Voss, Lunde & Simmons, 2001 – 1 faj, Kalinowski-apróoposszum
  - Lestodelphys – Tate, 1934 – 1 faj, patagóniai oposszum
  - Lutreolina – Thomas, 1910 – 1 faj, vidraoposszum
  - Marmosa – Gray, 1821 – 9 faj, egéroposszumok
  - Marmosops – Matschie, 1916 – 14 faj, karcsúoposszumok
  - Metachirus – Burmeister, 1854 – 1 faj, szemesoposszum
  - Micoureus – Lesson, 1842 – 6 faj, bolyhosoposszumok
  - Monodelphis – Burnett, 1830 – 18 faj, kurtaoposszumok
  - Philander – Tiedemann, 1808 – 4 faj, szemfoltos oposszumok
  - Thylamys – Gray, 1843 – 10 faj, zsírfarkú oposszumok
  - Tlacuatzin – Voss & Jasa, 2003 – 1 faj, yucatáni hamvasoposszum
- Gyapjasoposszum-formák (Caluryminae) alcsaládja – Kirsch, 1977
  - Caluromys – J. A. Allen, 1900 – 3 faj, valódi gyapjasoposszumok
  - Caluromysiops – Sanborn, 1951 – 1 faj, feketevállú gyapjasoposszum
  - Glironia – Thomas, 1912 – 1 faj, gyapjasfarkú oposszum

### A rendszerezés problémái
A recens oposszumalakúak rendszerezése a mai napig nem teljesen tisztázott. Az bizonyos, hogy monofiletikus csoportról van szó. A renden belüli rokonsági kapcsolatok vizsgálata azonban még nem adott elegendő támpontot egy korszerű rendszerezés kidolgozásához. A hagyományos, általánosan elfogadott rendszerezés egy családba tömöríti a rendbe tartozó nemeket, azon belül pedig két alcsaládot, az oposszumformák (Didelphinae) és a gyapjasoposszum-formák (Caluryminae) alcsaládját állapítja meg.
Egy ideig felmerült a rend négy családra osztása (Didelphidae, Marmosidae, Caluromyidae, Glironiidae – Hershkovitz, 1992). Egy 2005-ben kiadott genetikai vizsgálatokon alapuló tanulmány azonban megcáfolta e nézet létjogosultságát, egészen pontosan az egéroposszum-félék (Marmosidae) családjának egységét. De ugyanez a tanulmány megállapítja, hogy a hagyományos felosztás szerinti gyapjasoposszum-formák (Caluryminae) alcsaládjának nemei sem alkotnak leszármazási egységet, ezáltal megkérdőjelezi azok külön alcsaládba sorolásának helyénvalóságát.